# 李子建
李子建，JP，現任香港教育大學校長及課程與教學講座教授。

## 簡歷
李子建在1973年畢業於中華基督教會基法小學，就讀觀塘瑪利諾書院。中五畢業後因原校沒有開辦文科預科科目，轉到華英中學升讀預科。李子建畢業於香港大學，主修地理，後分別取得英國牛津大學理學碩士、香港中文大學學位教師教育文憑（優異）、 文學（教育）碩士及哲學博士學位。
李子建曾擔任中學教師，後於柏立基教育學院擔任講師。1994年，他加入香港中文大學教育學院課程與教學學系擔任講師，後晉升為助理教授、副教授及教授。其間，他曾擔任香港中文大學教育學院院長，以及大學與學校夥伴協作中心主任，歷任聯合書院和晨興書院院務委員。他在1999年獲香港中文大學校長模範教學獎。
李子建於2010年加入香港教育大學（前身為香港教育學院）出任學術副校長；於2019至2023年擔任學術及首席副校長，並於2023年9月1日出任香港教育大學校長。
他是第十四屆港區全國政協委員，榮獲聯合國教科文組織區域教育發展與終身學習教席（2019至2023年；2023至2027年），兼任東南亞教育部長組織 （页面存档备份，存于）研究員。

## 部分學術著作
李子建的學術文獻廣獲徵引，入選由美國史丹福大學發布的全球排名首2%科學家名單（學術生涯組別）。他同時獲內地教育部頒授長江學者講座教授名銜。
- 眾志成城：灣仔、東區與南區學校的故事 (2023)
- 林蔭下教育：新界和離島學校的故事(2022)
- 我們的油尖旺故事(2022)
- 生命與價值觀教育：視角和實踐 (2022)
- Quality in Teacher Education and Professional Development: Issues and Prospects in Chinese and German Systems （页面存档备份，存于） (2021)
- 承教‧城傳：九龍學校的故事 (2021)
- Life and moral education in Greater China （页面存档备份，存于） (2021)
- Transnational Education and Curriculum Studies: International Perspectives （页面存档备份，存于） (2020)
- Quality and Change in Teacher Education – Western and Chinese Perspectives （页面存档备份，存于） (2016)

## 公職
- 第十四屆港區全國政協委員
- 香港初等教育研究學會院士[5]
- 香港語言研究中心學術顧問委員會委員[6]

## 外部連結
- 李子建教授, JP 校長簡介 （页面存档备份，存于）

| 學術機關職務  | 學術機關職務                   | 學術機關職務 |
| ------------- | ------------------------------ | ------------ |
| 前任： 張仁良 | 香港教育大學校長 2023年9月1日- | 繼任： 現任  |